# Wie bitte werde ich ein Held?
Wie bitte werde ich ein Held? ist eine deutsch-französisch-italienische Historienkomödie aus dem Jahr 1972 nach einem Roman des österreichischen Schriftstellers Alexander Lernet-Holenia.

## Handlung
Österreich-Ungarn 1914, kurz vor dem Ausbruch des Ersten Weltkriegs: Der junge Husarenleutnant Franz Keller hat sich in Sissi, die Tochter des Generals von Klapwitz verliebt. Doch der General würde eine solch unstandesgemäße Verbindung nie akzeptieren.
Da bricht der Erste Weltkrieg aus und Franz Keller sieht seine Chance gekommen: Er nimmt sich fest vor, ein Kriegsheld zu werden, dann würde ihn der Kaiser in den Adelsstand erheben, und einer Verbindung stände nichts mehr im Weg. So macht er sich auf in ein kleines Städtchen nach Polen, um den dort lagernden russischen Kosakengeneral Ignatieff gefangen zu nehmen. In dem Gasthof, in dem Igantieff übernachtet, trifft er aber nur dessen Geliebte, die französische Schauspielerin Adeline an. Die verguckt sich sofort in den gutaussehenden Husaren und verbringt die Nacht mit ihm. 
Als am nächsten Morgen General Ignatieff wieder vor der Tür steht, bittet sie ihn zu flüchten, weil sie nicht will, dass Ignatieff ihn töten lässt. Also flüchtet Keller Hals über Kopf, vergisst dabei aber sein Unterhemd und seine Uniformjacke. Dummerweise findet er unterwegs auf einer Wäscheleine nur Frauenklamotten, mit denen er sich tarnen kann. In seiner Verkleidung als Bauernmädchen wird er von zwei Kosaken belästigt, als die Kutsche des Generals Ignatieff vorbeikommt. In der Kutsche sitzt auch Adeline, die ihn sofort erkennt und dem General erzählt, das Mädchen sei ihre Zofe. So erlaubt der General, dass das Mädchen mit auf seinen Landsitz fahren darf und freut sich schon auf amouröse Stunden mit den zwei Damen.
Vom Landsitz aus will Keller mit einem Wagen wieder zurück nach Österreich kommen, doch geht das Benzin aus und so bittet er einen Kutscher, ihn zurückzufahren. Doch der Kutscher schläft unterwegs ein und fährt ihn wieder zurück nach Polen. Nun gibt es wieder eine ganze Reihe neuer Verwechslungen und Verwirrungen, bis es Keller am Ende tatsächlich am Ziel ist. Das Hauptquartier von Ignatieff kann von den Österreichern eingenommen werden und Franz wird mit dem höchsten Orden des Landes ausgezeichnet und zum Baron geadelt.

## Kritik
Kölner Stadt-Anzeiger: „Mit "Wie bitte werde ich ein Held“ hat Bernard Borderie (...) eine ebenso turbulente wie frivole Abenteuerkomödie inszeniert. In einer Mischung aus Kriegsabenteuer und Genre-Parodie erzählt der Film eine Geschichte von falsch verstandenem Heldentum, Lust, Laster und Liebe. In der Hauptrolle glänzt Leonard Whiting (...) als linkischer Möchtegern-Held. Ebenfalls mit dabei: Curd Jürgens (...) in einer wunderbar selbstironischen Rolle als lüsterner russischer General.

## Weblink
- Wie bitte werde ich ein Held? bei IMDb